# یواس‌اس استس (ای‌جی‌سی-۱۲)
یواس‌اس استس (ای‌جی‌سی-۱۲) (به انگلیسی: USS Estes (AGC-12)) یک کشتی بود که طول آن ۴۵۹ فوت ۲ اینچ (۱۳۹٫۹۵ متر) بود. این کشتی در سال ۱۹۴۳ ساخته شد.